# Darwin-borbolya
A Darwin-borbolya (Berberis darwinii) a borbolyafélék (Berberidaceae) családjába tartozó borbolya (Berberis) nemzetség egyik növényfaja, mely Dél-Amerika déli részén, a Chile és Argentína fennhatósága alá eső Patagóniában őshonos. Európába is behurcolták. Kedvelt dísznövény.
Örökzöld, 3-4 méter magasra növő, a talajszinttől kezdve sűrű ágrendszerű szúrós cserje. Levelei aprók (12–25 mm hosszúak, 5–12 mm szélesek), oválisak, a levélszél tüskés; a háromágú, 2–4 mm-es tövisek hónaljában 2-5-ös csomókba tömörülnek. A virágok vörössel futtatott sárga színűek, 4–5 mm-esek, 2–7 cm-es fürtvirágzatban nyílnak a tavasz folyamán. A lilás-fekete, igen fanyar ízű termés 4–7 mm átmérőjű, nyáron érik be; 3-6 magot tartalmaz.

## Inváziós fajként
A B. darwinii Új-Zélandon inváziós faj, ami a kerti termesztésből madarak által terjesztett magvaival tört ki. Komoly veszélyt jelent Új-Zéland őshonos ökoszisztémáira.